# Hua Tuo

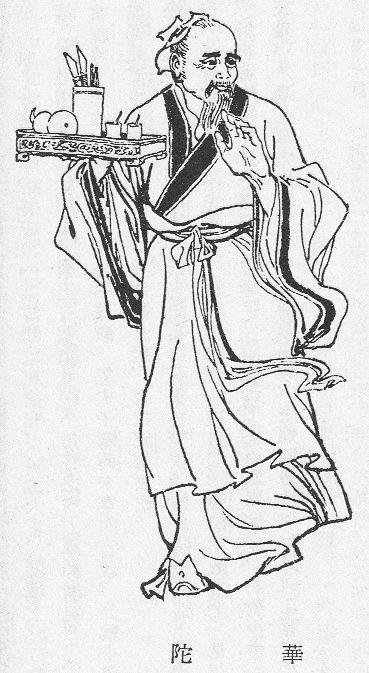
HuaTuo

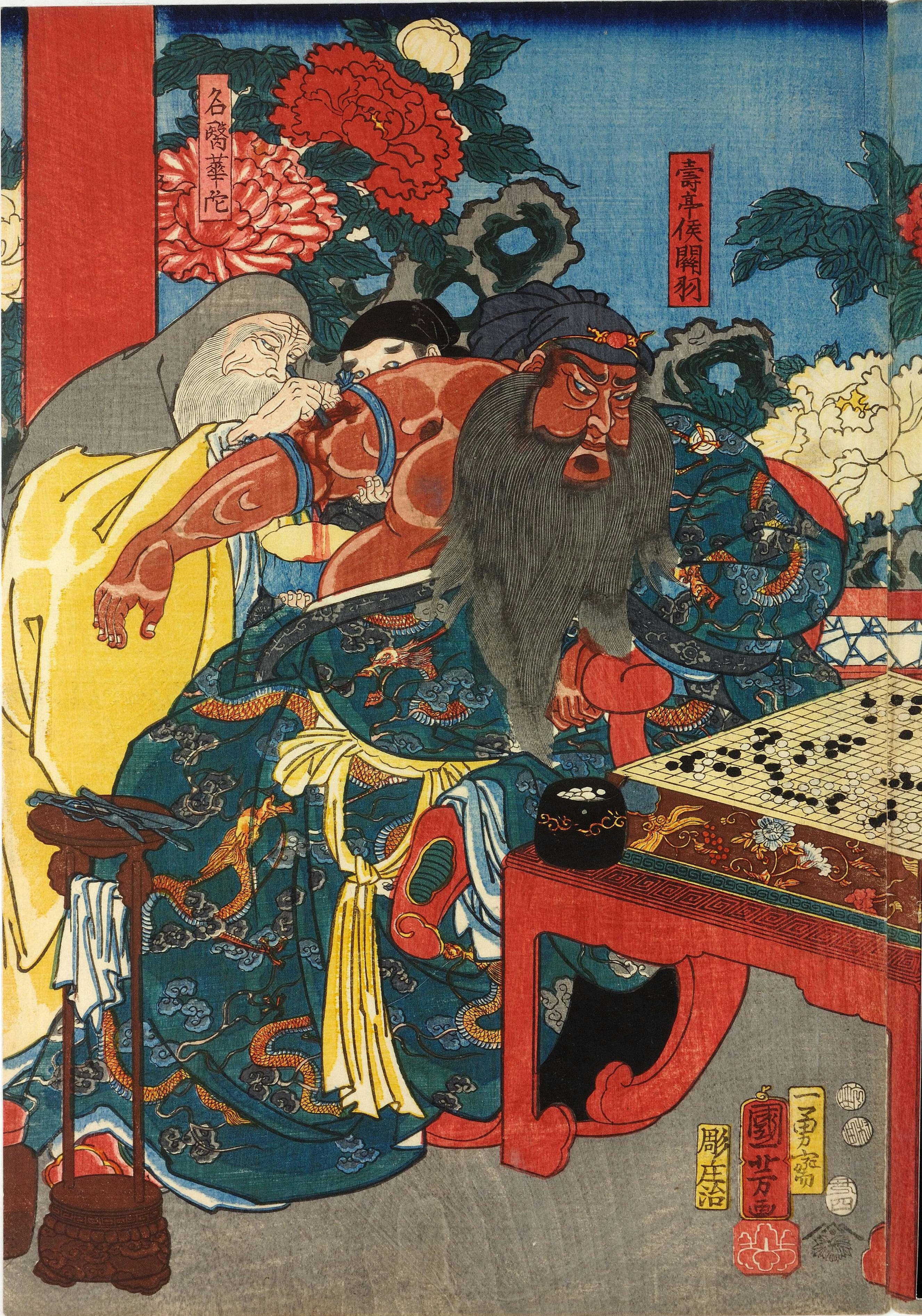
Hua Tuo behandelt Guan Yu, während dieser eine Partie Go spielt. Farbholzschnitt von Utagawa Kuniyoshi, um 1855.

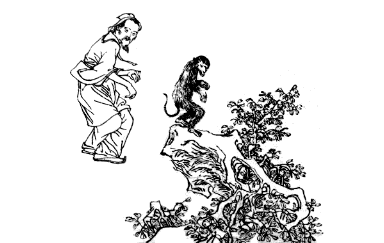
Hua Tuo beobachtet die Bewegungen eines Affen, alte chinesische Zeichnung

Hua Tuo (chinesisch 華佗 / 华佗, Pinyin Huá Tuó; † 220) war ein berühmter chinesischer Arzt zur Zeit der Östlichen Han-Dynastie. Er soll als erster Arzt Narkose bei größeren Operationen wie Trepanation und Amputation angewendet haben.
Die Zusammensetzung des als mafeisan (麻沸散) oder ma-yo bezeichneten Narkotikums, das von ihm verwendet wurde, ist unbekannt. Möglicherweise handelte es sich um eine mit Wein verabreichte Cannabis-Zubereitung. Mögliche Inhaltsstoffe der Tinktur könnten auch aus Eisenhut oder indischem Stechapfel gewonnen worden sein.
Hua Tuo war auch einer der ersten Ärzte, die Gymnastik als Heilmethode vorschlugen. Er entwickelte das Bewegungssystem „Kunst der fünf Tiere“ (Wu Qin Xi), die der Patient zu imitieren hatte: Tiger, Hirsch, Bär, Affe und Kranich.
Er wurde von Dong Xi dem Warlord Sun Ce vorgestellt, dessen General Zhou Tai bei der Rettung Sun Quans schwer verletzt worden war. Mithilfe von Drogen konnte Hua Tuo den General innerhalb eines Monats heilen und sein Leben retten.
Er heilte auch den legendären General Guan Yu, der bei der Schlacht von Fancheng von einem von Pang De vergifteten Pfeil getroffen worden war. Hua Tuo schabte angeblich das Gift von Guan Yus Knochen, während dieser mit dem Ratgeber Ma Liang Go spielte. Hua Tuo wurde mit einem reichen Bankett und 100 Unzen Gold belohnt. Trotz seiner Erfolge und Ehrungen soll Hua Tuo seine medizinische Tätigkeit als für einen wahren Gelehrten eigentlich als unwürdig empfunden haben.
Er behandelte auch Cao Cao, der an furchtbaren Kopfschmerzen litt. Hua Tuo verabschiedete sich später vom Hof mit dem Vorwand, er müsse sich um seine kranke Frau kümmern. Cao Cao fand dies heraus und ließ ihn verhaften und foltern, danach verurteilte er ihn zum Tode. In der Überlieferung heißt es, dass der Arzt vor seiner Hinrichtung einem Wächter sein Medizinbuch überreichen wollte. Allerdings soll sich der Wächter gefürchtet haben, so dass Hua Tuo das Werk verbrannte. Einige Zeit später soll Cao Cao die Hinrichtung bedauert haben. Einige seiner Lehren wurden aber von seinen Schülern Wu Pu und Fan A fortgeführt.
Hua Tuos Name wird in China oft synonym für „Wunderheiler“ (神醫) benutzt.